# جایزه بنیاد جیمز بیرد

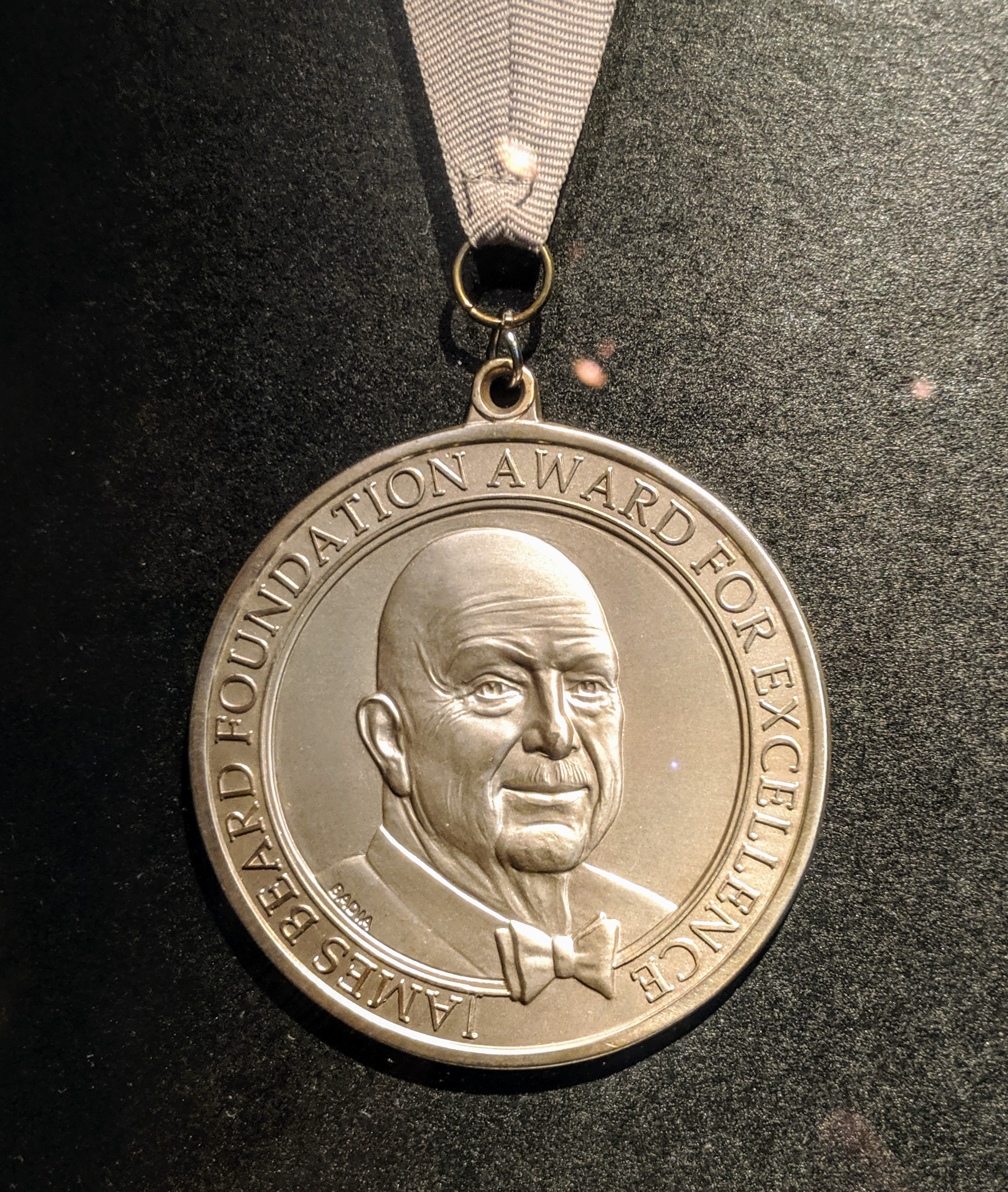
مدال جایزه بنیاد جیمز بیرد برای کمال در آشپزی و رستوران‌داری

جایزهٔ بنیاد جیمز بیرد (انگلیسی: James Beard Foundation Award) جوایز سالانه‌ای هستند که توسط بنیاد جیمز بیرد برای قدردانی از سرآشپزها، رستوران‌داران، مؤلفان و روزنامه‌نگاران حوزهٔ غذا و رستوران در ایالات متحده آمریکا اهدا می‌شود و این کار معمولاً حوالی روز تولد جیمز بیرد در ۵ مه هر سال انجام می‌شود. جوایز رسانه‌ای طی یک مراسم شام در شهر نیویورک اهدا می‌شود. جوایز سرآشپز و رستوران نیز تا سال ۲۰۱۵ در نیویورک اهدا می‌شد، اما از آن پس جشن سالانه بنیاد به شیکاگو منتقل شد. شیکاگو تا سال ۲۰۲۷ میزبان جوایز خواهد بود.